# Montabaur
Montabaur település Németországban, Rajna-vidék-Pfalz tartományban. Lakosainak száma 14 677 fő (2023. december 31.). Montabaur Heiligenroth, Dernbach, Staudt, Großholbach, Girod, Steinefrenz, Heilberscheid, Stahlhofen, Untershausen, Holler, Niederelbert, Kadenbach, Hillscheid és Isselbach községekkel határos. Itt van a United Internet központja, amely a web.de, gmx.com és mail.com ingyenes weblevelezési szolgáltatásokat is nyújtja.

## Népesség
A település népességének változása:
| Lakosok száma | 10 732 | 12 600 | 13 291 | 13 691 | 14 391 | 14 595 | 14 677 |
|               | 1975   | 2014   | 2017   | 2019   | 2021   | 2022   | 2023   |